# Conochironomus cygnus
Conochironomus cygnus är en tvåvingeart som beskrevs av Peter Scott Cranston och Hare 1995. Conochironomus cygnus ingår i släktet Conochironomus och familjen fjädermyggor. Inga underarter finns listade i Catalogue of Life.